# Nina Banks
Pour les articles homonymes, voir Banks.
Nina Banks est une économiste américaine, maitresse de conférences en économie à l'Université de Bucknell, dans le Maryland, et présidente de la National Economic Association (en) américaine. Elle est connue pour ses recherches sur les contributions des premières femmes économistes, en particulier Sadie Alexander (en). Elle a également publié des travaux expliquant la valeur économique de l'activisme communautaire des femmes noires.

## Biographie

### Formation
Nina Banks a étudié au Hood College, dans le Maryland dans les années 1980. Elle y était l'unique élève noire dans sa classe. Son parcours étudiant et professionnel « reflète les discriminations contre lesquelles elle se bat », selon le journal français Courrier international en 2021.

### Carrière et engagements
Nina Banks est connue pour ses recherches sur les contributions des premières femmes économistes, en particulier Sadie Alexander (en),,,, première Afro-américaine titulaire d'un doctorat en économie aux États-Unis et qui s'est intéressée au plein-emploi. Elle a également publié des travaux expliquant la valeur économique de l'activisme communautaire des femmes noires,.
Elle est maîtresse de conférences en sciences économiques au sein de l'université Bucknell, en Pennsylvanie,,.
Elle est présidente de la National Economic Association (en) américaine. Elle a notamment organisé la première conférence annuelle conjointe de cette association avec l'American Society for Hispanic Economists.

## Travaux
Dans ses travaux scientifiques, Nina Banks s'intéresse particulièrement à l'expérience de l'individu aussi bien que de la famille au sein de l'économie américaine, avec un regard critique. Elle s'est notamment penchée sur les inégalités économiques et politiques affectant les personnes de couleur mais aussi les femmes, étudiant aussi plus précisément celles concernant les femmes de couleur.
Parmi les formes de travail négligées par les institutions économiques au cours de l'histoire, dont le travail domestique des femmes, Nina Banks inclut l'engagement communautaire des femmes noires, en particulier, ainsi que de toutes celles marginalisées par la société. Elle a mené des recherches scientifiques sur ce sujet. Elle explique ainsi au New York Times que « l’activisme des communautés de couleur est une autre forme de travail négligée et non comptabilisée, un fardeau supplémentaire pour les femmes noires »,.

## Œuvres sélectionnées
- (en) Sadie Tanner Mossell Alexander, Democracy, race, and justice : the speeches and writings of Sadie T. M. Alexander, 2021 (ISBN 978-0-300-26086-1, OCLC 1255343043).
- (en) Nina Banks, Geoffrey Schneider et Paul Susman, « Paying the Bills Is Not Just Theory: Service Learning about a Living Wage », Review of Radical Political Economics, vol. 37, no 3,‎ septembre 2005, p. 346–356 (ISSN 0486-6134 et 1552-8502, DOI 10.1177/0486613405279034).
- (en) Nina Banks, « Uplifting the Race Through Domesticity: Capitalism, African-American Migration, and the Household Economy in the Great Migration Era of 1916—1930 », Feminist Economics, vol. 12, no 4,‎ 1er octobre 2006, p. 599–624 (ISSN 1354-5701, DOI 10.1080/13545700600885271)..
- (en) Nina Banks, « Black Women and Racial Advancement: The Economics of Sadie Tanner Mossell Alexander », The Review of Black Political Economy, vol. 33, no 1,‎ juin 2005, p. 9–24 (ISSN 0034-6446 et 1936-4814, DOI 10.1007/s12114-005-1028-4, lire en ligne, consulté le 12 mai 2022).
- Nina Banks, « The Black Worker, Economic Justice and the Speeches of Sadie T.M. Alexander », Review of Social Economy, vol. 66, no 2,‎ 2008, p. 139–161 (ISSN 0034-6764, lire en ligne, consulté le 12 mai 2022)